# Kleine Synagoge (Tykocin)
Koordinaten: 53° 12′ 23,7″ N, 22° 46′ 0,4″ O

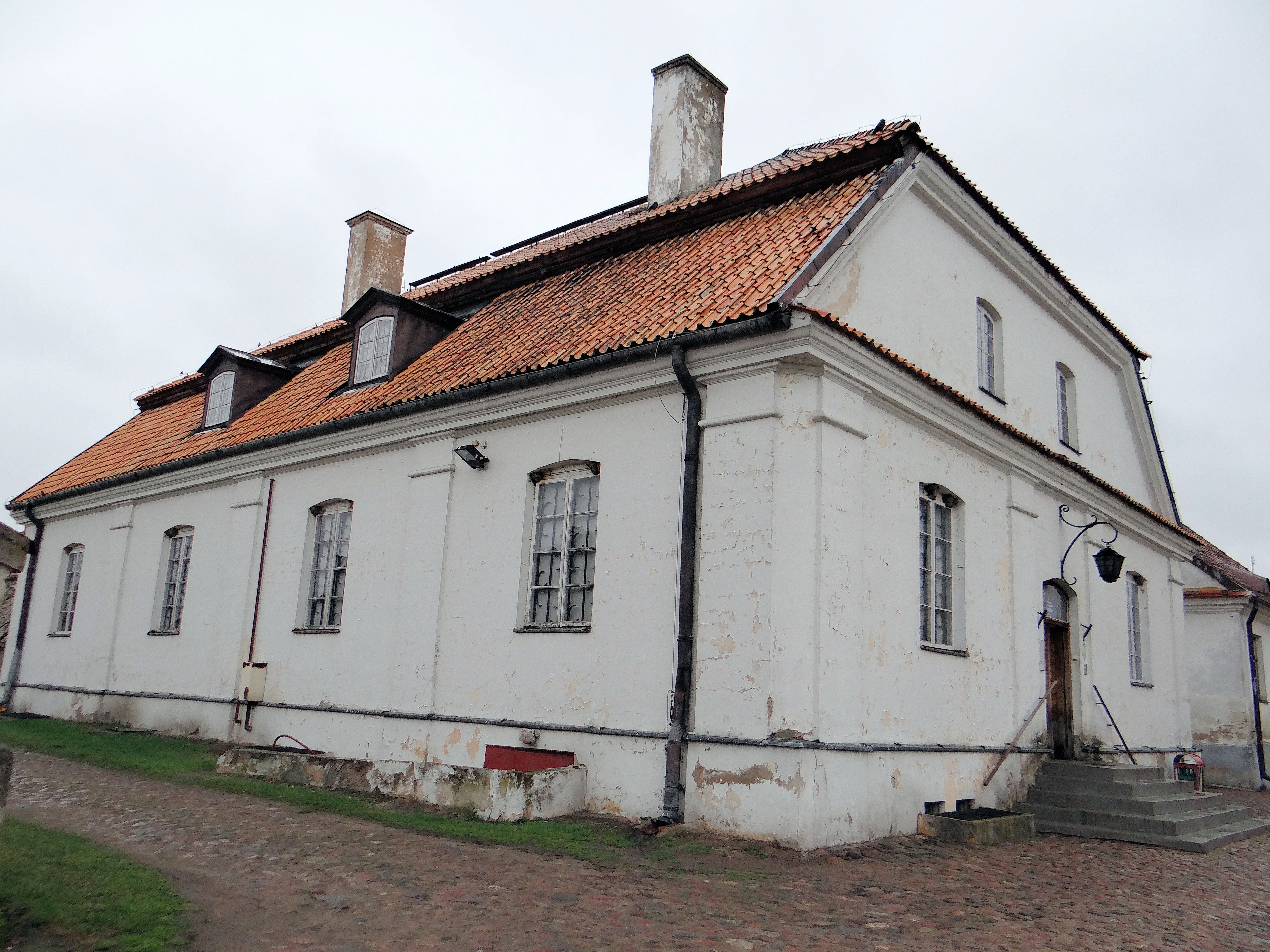
Kleine Synagoge in Tykocin

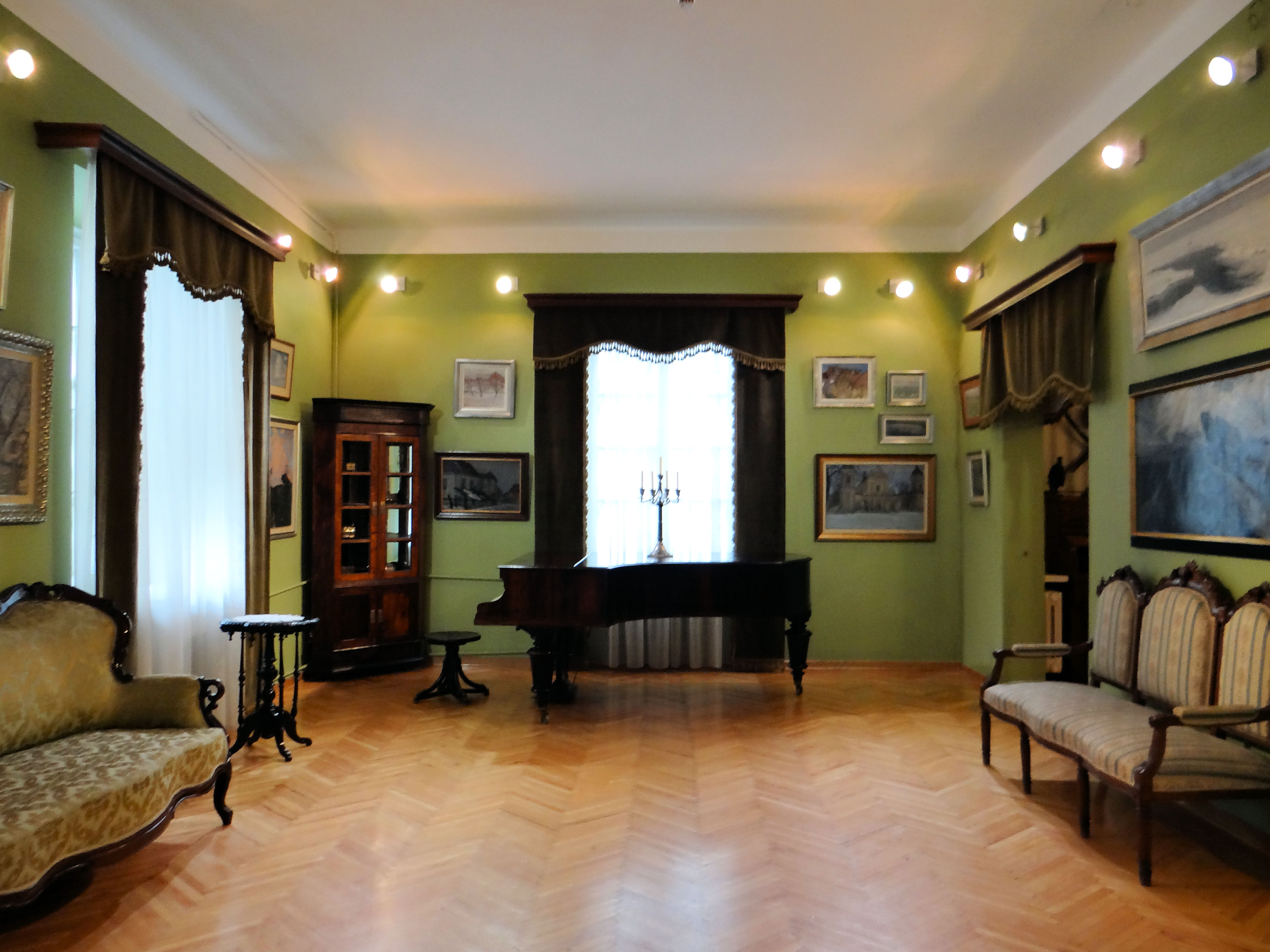
Innenansicht des Museums

Die Kleine Synagoge in Tykocin, einer polnischen Stadt in der Woiwodschaft Podlachien, wurde Ende des 18. Jahrhunderts errichtet. Die profanierte Synagoge in der Kozia-Straße 2, neben der Großen Synagoge, ist seit 1962 ein geschütztes Kulturdenkmal.
Die Synagoge wurde während des Zweiten Weltkriegs stark beschädigt und in den 1970er Jahren wiederhergestellt. 
Heute ist das Stadtmuseum im Synagogengebäude untergebracht.